# Citroën Racing

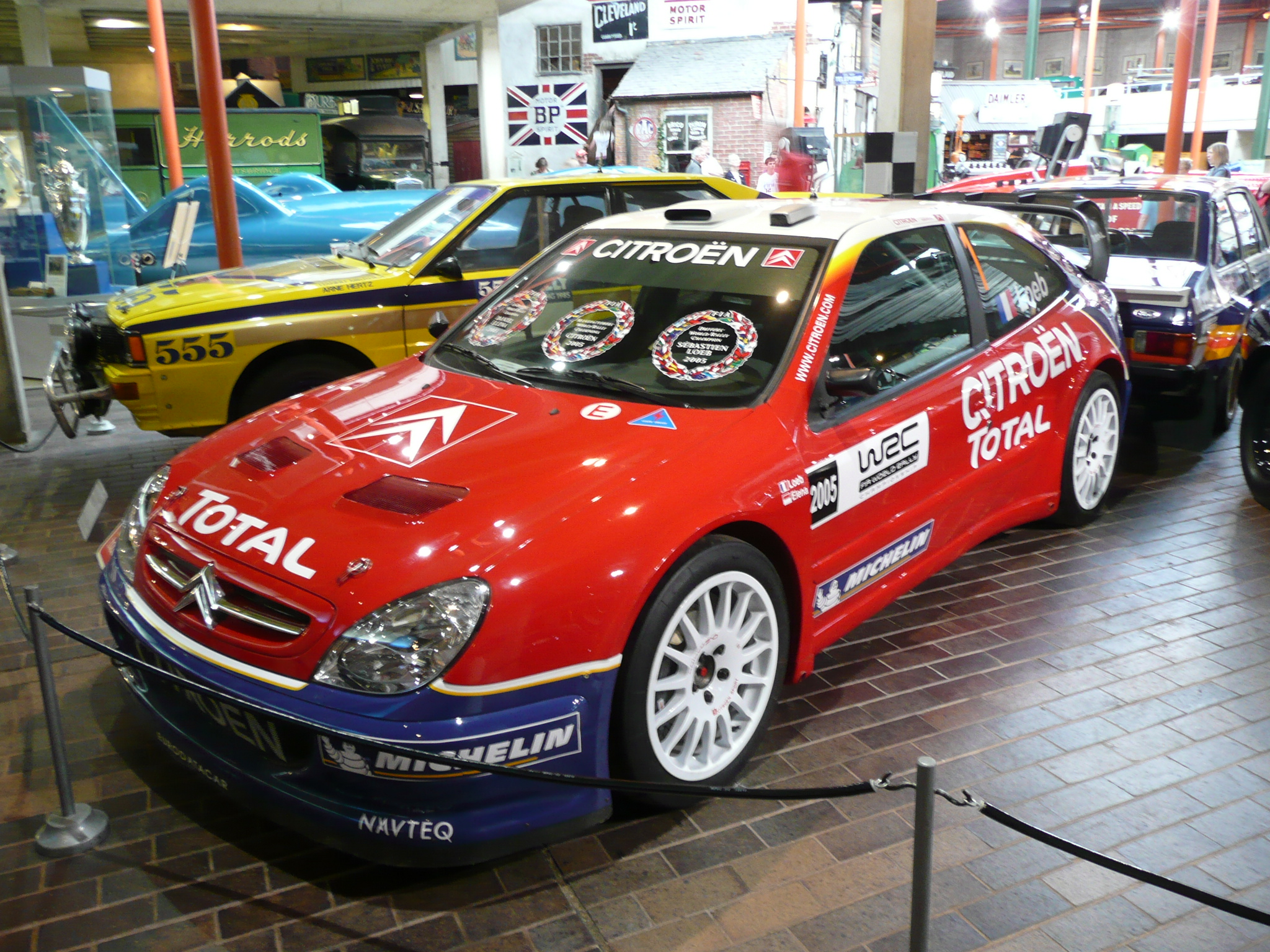
Citroën Xsara WRC z roku 2005

Citroën Sport je tovární tým francouzské automobilky Citroën, který se od osmdesátých let účastní mistrovství světa v rallye a v devadesátých letech startoval i na Rallye Dakar. V obou podnicích tým několikrát zvítězil.

## Historie
Již dříve se vozy Citroën DS účastnily závodů rallye. Prvním továrně připraveným vozem byl ale až Citroën Visa 1000 Pistes, který byl homologován v roce 1982 pro skupinu B. Ten ale konkurenci kvůli malému výkonu nestačil. Dalším vozem ve stejné kategorii se stal Citroën BX 4TC. Ten startoval třikrát v šampionátu mistrovství světa v rallye 1986 a jen jednou dojel na šesté pozici Automobilka tak své aktivity v klasických rallye ukončila.

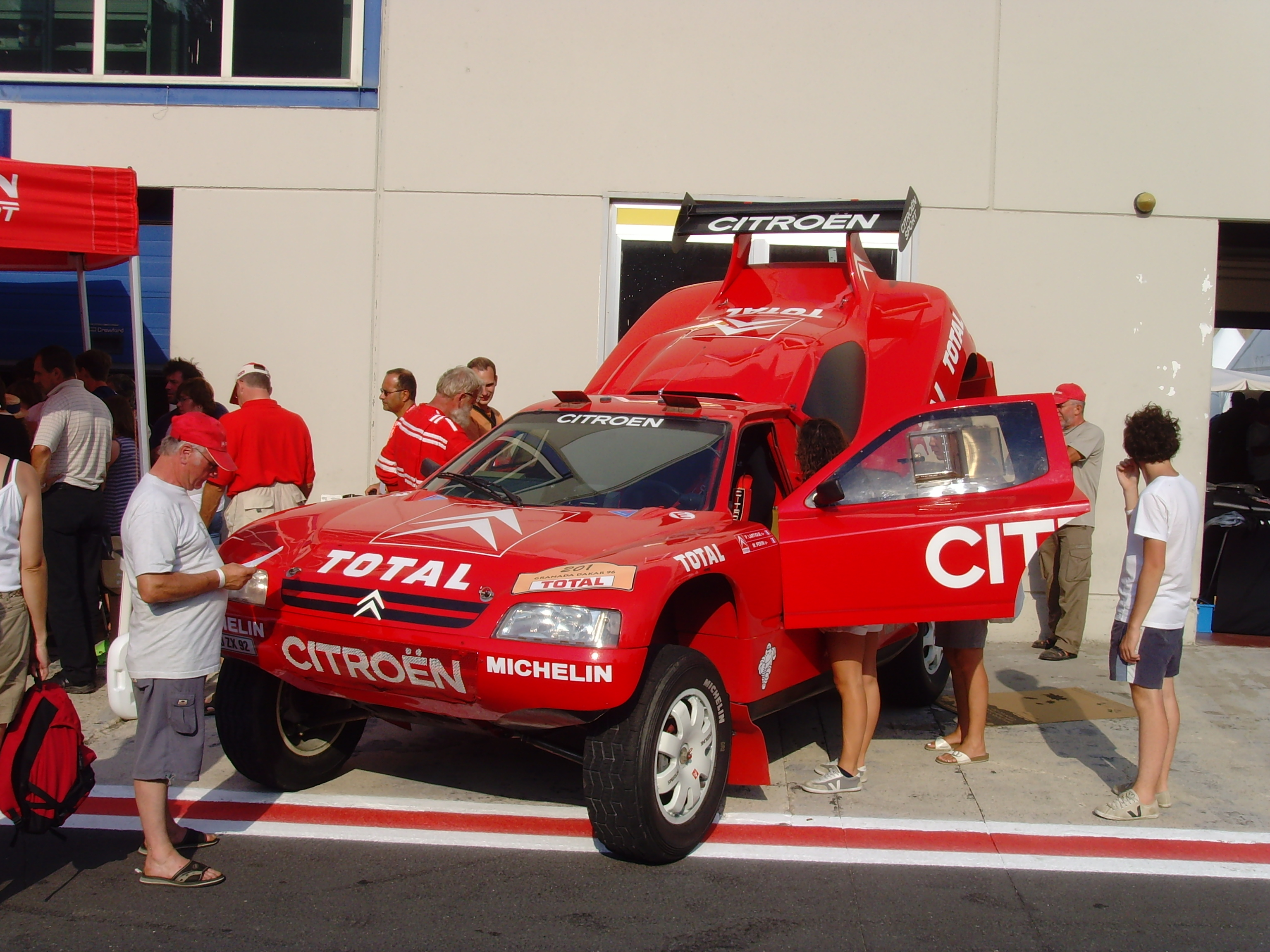
Citroën ZX Rally Raid

Citroën zaměřil svou pozornost na dálkové soutěže, kde se dařilo týmu Peugeot Sport, což byla další automobilka koncernu. Tým Citroën Sport vystřídal Peugeot a přebral od něj veškeré zázemí. Typ ZX Rally Raid zvítězil na Rallye Dakar 1991, 1994, 1995 a 1996. Dále zvítězil na podnicích Rallye Faraónů 1991, Tuniská rallye 1992 a Rallye Paříž-Moskva-Peking 1992. Tým se účastnil šampionátu Rally Raid (dnešní Cross Country Championship) a zde zvítězil v poháru konstruktérů v letech 1993, 1994, 1995 ,1996 a 1997. Týmovými jezdci tehdy byli Ari Vatanen a Pierre Lartigue.

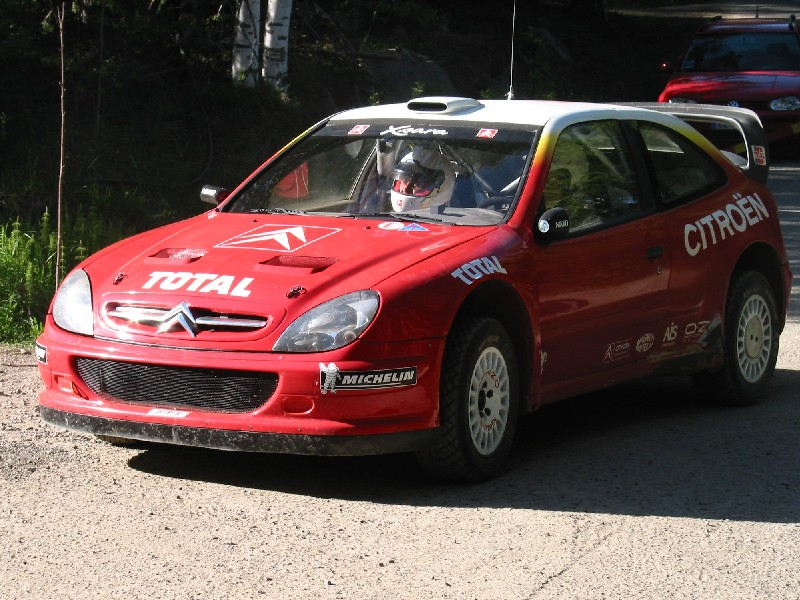
testování Xsary ve Finsku v roce 2002

V polovině devadesátých let byl typ ZX přestavěn i dle kategorie Kit Car a tým se tak vrátil do klasických rallye. Typ ZX měl několik dobrých dílčích výsledků v mistrovství světa a Jesus Puras s ním získal titul mistra Španělska. Současně se tým zabýval i přípravou vozů Citroën Xantia 4x4 pro Rallycross. V sezoně mistrovství světa v rallye 1998 se poprvé objevil Citroën Xsara Kit Car jako poslední vůz této kategorie.

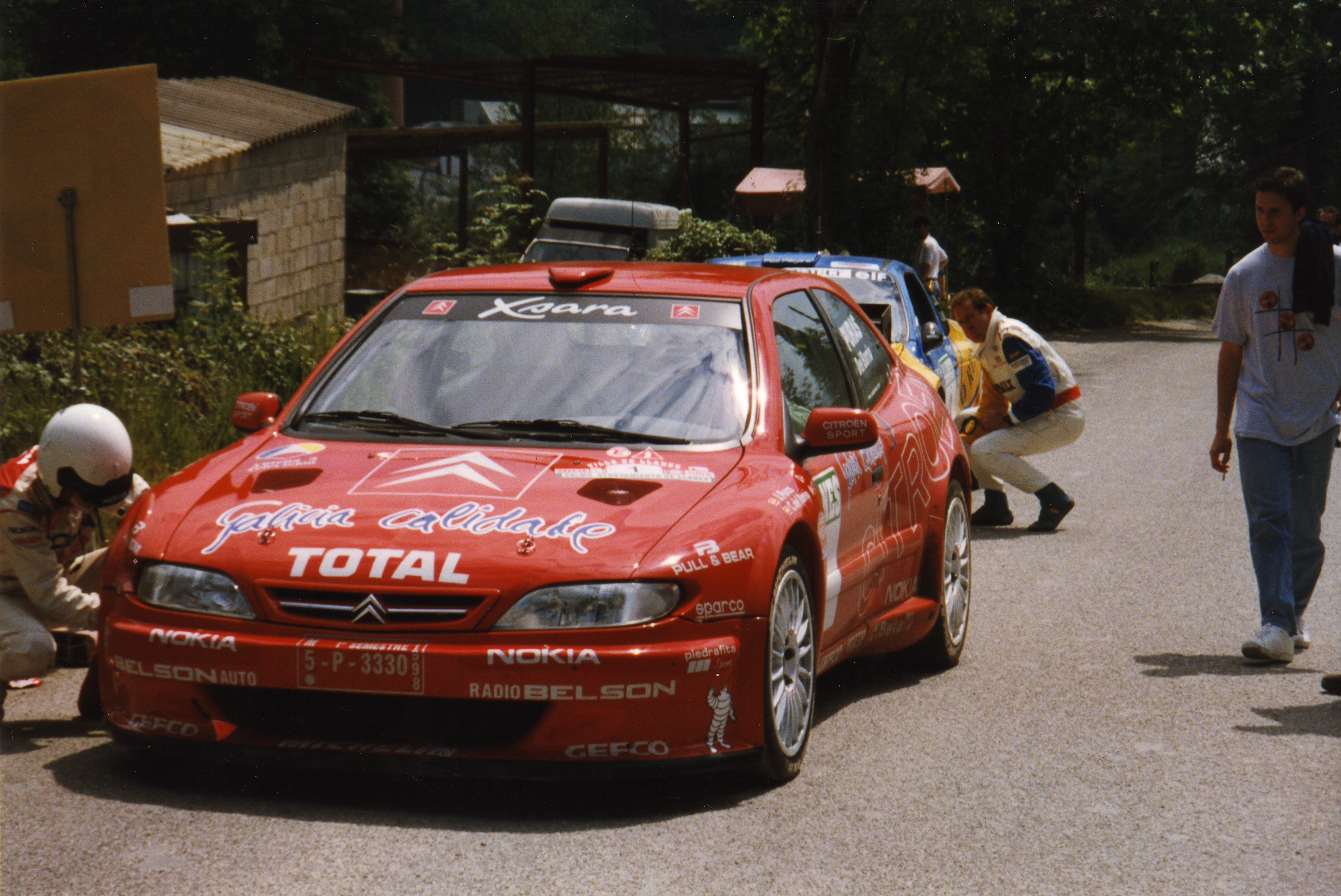
Puras v Xsaře Kit Car

Puras s tímto vozem obhájil domácí titul a Philippe Bugalski zvítězil na Korsice. Dalším krokem měl být vstup do kategorie WRC. Tým vyvíjel typ Xsara WRC T4. Tento vůz neměl potřebnou homologaci a tak soutěžil jen v mistrovství Francie, kde Bugalski zvítězil. Od roku 2001 se tým Citroën Sport nepravidelně zúčastnil některých soutěží. Bugalski dojel šestý na Acropolis, Sebastien Loeb druhý v San Remu a Puras zvítězil na Korsice.
V sezoně mistrovství světa v rallye 2002 tým opět nejel všechny závody. Loeb ale zvítězil v Německu a Bugalski ve Španělsku. Od sezony mistrovství světa v rallye 2003 tým nastoupil ke kompletnímu programu s triem Loeb, Colin McRae a Carlos Sainz. Loeb nakonec skončil druhý a Sainz třetí, ale tým Citroën Sport vyhrál pohár značek.

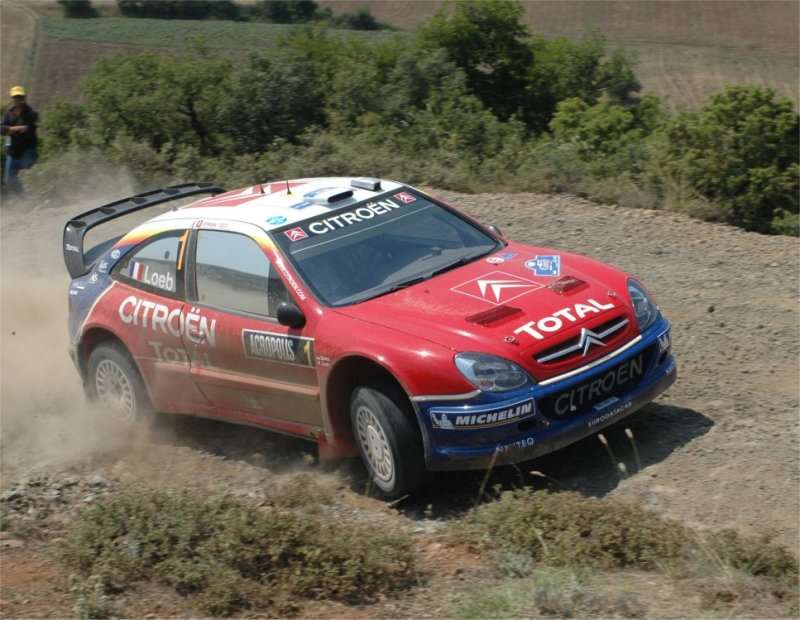
Xsara WRC v roce 2004

Následující rok Loeb získal titul mistra světa a Citroën opět vyhrál pohár značek. Sainz po sezoně skončil závodní kariéru a jeho místo zaujal Francois Duval. Toho ale Sainz na několika podnicích zastoupil. Tým Citroën Sport také startoval v kategorii JWRC s vozy Citroën C2 S1600. Tým získal titul jezdce i značek také v roce 2005.
V sezoně mistrovství světa v rallye 2006 se tým šampionátu neúčastnil. Byl vyvíjen nový vůz Citroën C4 WRC. Účast Xsar WRC tak zajišťovaly soukromé týmy. Tým Citroën Sport se vrátil až do mistrovství světa v rallye 2007 a Loeb opět získal titul. Citroën byl ale poražen týmem Ford M-Sport. Získat titul jezdce i týmu se podařilo až v mistrovství světa v rallye 2008 a zopakovali to i v mistrovství světa v rallye 2009.
Od sezony 2011 tým připravuje nový vůz Citroën DS3 WRC.

## Výsledky

### Výsledky ve WRC

#### Skupina B
| Rok  | Název               | Vůz            | Jezdci              | 1       | 2       | 3   | 4   | 5   | 6       | 7   | 8   | 9   | 10  | 11  | 12  | 13  | Pohár Jezců | Body | Pohár Týmů | Body |
| ---- | ------------------- | -------------- | ------------------- | ------- | ------- | --- | --- | --- | ------- | --- | --- | --- | --- | --- | --- | --- | ----------- | ---- | ---------- | ---- |
| 1986 | Citroën Competition | Citroën BX 4TC | Jean-Claude Andruet | MON Ret | SWE 6   | POR | KEN | FRA | GRE Ret | NZL | ARG | FIN | CIV | ITA | GBR | USA | 36th        | 6    | 10th       | 10   |
| 1986 | Citroën Competition | Citroën BX 4TC | Philippe Wambergue  | MON Ret | SWE Ret | POR | KEN | FRA | GRE Ret | NZL | ARG | FIN | CIV | ITA | GBR | USA | -           | 0    | 10th       | 10   |
| 1986 | Citroën Competition | Citroën BX 4TC | Maurice Chomat      | MON     | SWE     | POR | KEN | FRA | GRE Ret | NZL | ARG | FIN | CIV | ITA | GBR | USA | -           | 0    | 10th       | 10   |

#### S vozy WRC
| Rok  | Název                                    | Vůz               | No | Jezdci            | 1       | 2       | 3       | 4       | 5       | 6       | 7       | 8       | 9       | 10      | 11      | 12      | 13      | 14      | 15      | 16      | Pohár Jezců | Body | Pohár Týmů | Body |
| ---- | ---------------------------------------- | ----------------- | -- | ----------------- | ------- | ------- | ------- | ------- | ------- | ------- | ------- | ------- | ------- | ------- | ------- | ------- | ------- | ------- | ------- | ------- | ----------- | ---- | ---------- | ---- |
| 2001 | Automobiles Citroën                      | Citroën Xsara WRC | 14 | Philippe Bugalski | MON     | SWE     | POR     | ESP 8   | ARG     | CYP     | GRC 6   | KEN     | FIN     | NZL     | ITA Ret | FRA Ret | AUS     | GBR     |         |         | 22. místo   | 1    | –          | –    |
| 2001 | Automobiles Citroën                      | Citroën Xsara WRC | 15 | Jesús Puras       | MON     | SWE     | POR     | ESP Ret | ARG     | CYP     |         |         |         |         | ITA Ret | FRA 1   | AUS     | GBR     |         |         | 11. místo   | 10   | –          | –    |
| 2001 | Automobiles Citroën                      | Citroën Xsara WRC | 15 | Thomas Rådström   |         |         |         |         |         |         | GRC Ret | KEN     | FIN     | NZL     |         |         |         |         |         |         | 15. místo   | 6    | –          | –    |
| 2001 | Automobiles Citroën                      | Citroën Xsara WRC | 20 | Sébastien Loeb    | MON     | SWE     | POR     | ESP     | ARG     | CYP     | GRC     | KEN     | FIN     | NZL     | ITA 2   | FRA     | AUS     | GBR     |         |         | 14. místo   | 6    | –          | –    |
| 2002 | Automobiles Citroën                      | Citroën Xsara WRC | 20 | Thomas Rådström   | MON Ret | SWE 37  | FRA     | ESP Ret | CYP     | ARG     | GRE 8   | KEN 3   | FIN Ret |         |         | NZL     | AUS     | GBR Ret |         |         | 12. místo   | 4    | –          | –    |
| 2002 | Automobiles Citroën                      | Citroën Xsara WRC | 20 | Jesús Puras       |         |         |         |         |         |         |         |         |         | GER Ret | ITA 6   |         |         |         |         |         | 19. místo   | 1    | –          | –    |
| 2002 | Automobiles Citroën                      | Citroën Xsara WRC | 21 | Sébastien Loeb    | MON 2   | SWE 17  | FRA     | ESP Ret | CYP     | ARG     | GRE 7   | KEN 5   | FIN 10  | GER 1   | ITA     | NZL     | AUS 7   | GBR Ret |         |         | 10. místo   | 18   | –          | –    |
| 2002 | Automobiles Citroën                      | Citroën Xsara WRC | 22 | Philippe Bugalski | MON Ret | SWE     | FRA 4   | ESP 3   | CYP     | ARG     | GRE     | KEN     | FIN     | GER Ret | ITA Ret | NZL     | AUS     | GBR     |         |         | 11. místo   | 7    | –          | –    |
| 2002 | Automobiles Citroën                      | Citroën Xsara WRC | 25 | Jesús Puras       | MON     | SWE     | FRA     | ESP 12  | CYP     | ARG     | GRE     | KEN     | FIN     |         |         | NZL     | AUS     | GBR     |         |         | 19. místo   | 1    | –          | –    |
| 2003 | Citroën Total WRT                        | Citroën Xsara WRC | 17 | Colin McRae       | MON 2   | SWE 5   | TUR 4   | NZL Ret | ARG Ret | GRC 8   | CYP 4   | GER 4   | FIN Ret | AUS 4   | ITA 6   | FRA 5   | ESP 9   | GBR 4   |         |         | 7. místo    | 45   | 1. místo   | 160  |
| 2003 | Citroën Total WRT                        | Citroën Xsara WRC | 18 | Sébastien Loeb    | MON 1   | SWE 7   | TUR Ret | NZL 4   | ARG Ret | GRE Ret | CYP 3   | GER 1   | FIN 5   | AUS 2   | ITA 1   | FRA 13  | ESP 2   | GBR 2   |         |         | 2. místo    | 71   | 1. místo   | 160  |
| 2003 | Citroën Total WRT                        | Citroën Xsara WRC | 19 | Carlos Sainz      | MON 3   | SWE 9   | TUR 1   | NZL 12  | ARG 2   | GRC 2   | CYP 5   | GER 6   | FIN 4   | AUS 5   | ITA 4   | FRA 2   | ESP 7   | GBR Ret |         |         | 3. místo    | 63   | 1. místo   | 160  |
| 2003 | Citroën Total WRT                        | Citroën Xsara WRC | 20 | Philippe Bugalski | MON     | SWE     | TUR     | NZL     | ARG     | GRC     | CYP     | GER Ret | FIN     | AUS     | ITA 8   | FRA 9   | ESP 10  | GBR     |         |         | 23. místo   | 1    | 1. místo   | 160  |
| 2004 | Citroën Total WRT                        | Citroën Xsara WRC | 3  | Sébastien Loeb    | MON 1   | SWE 1   | MEX Ret | NZL 4   | CYP 1   | GRE 2   | TUR 1   | ARG 2   | FIN 4   | GER 1   | JPN 2   | GBR 2   | ITA 2   | FRA 2   | ESP Ret | AUS 1   | 1. místo    | 118  | 1. místo   | 194  |
| 2004 | Citroën Total WRT                        | Citroën Xsara WRC | 4  | Carlos Sainz      | MON Ret | SWE 5   | MEX 3   | NZL 6   | CYP 3   | GRC 19  | TUR 4   | ARG 1   | FIN 3   | GER 3   | JPN 5   | GBR 4   | ITA 3   | FRA 3   | ESP 3   | AUS DNS | 4. místo    | 73   | 1. místo   | 194  |
| 2005 | Citroën Total WRT                        | Citroën Xsara WRC | 1  | Sébastien Loeb    | MON 1   | SWE Ret | MEX 4   | NZL 1   | ITA 1   | CYP 1   | TUR 1   | GRE 1   | ARG 1   | FIN 2   | GER 1   | GBR 3   | JPN 2   | FRA 1   | ESP 1   | AUS Ret | 1. místo    | 127  | 1. místo   | 188  |
| 2005 | Citroën Total WRT                        | Citroën Xsara WRC | 2  | François Duval    | MON Ret | SWE 12  | MEX Ret | NZL 4   | ITA 11  | CYP Ret |         |         | ARG 7   | FIN 8   | GER 2   | GBR 2   | JPN 4   | FRA Ret | ESP 2   | AUS 1   | 6. místo    | 47   | 1. místo   | 188  |
| 2005 | Citroën Total WRT                        | Citroën Xsara WRC | 2  | Carlos Sainz      |         |         |         |         |         |         | TUR 4   | GRC 3   |         |         |         |         |         |         |         |         | 13. místo   | 11   | 1. místo   | 188  |
| 2007 | Citroën Total WRT                        | Citroën C4 WRC    | 1  | Sébastien Loeb    | MON 1   | SWE 2   | NOR 14  | MEX 1   | POR 1   | ARG 1   | ITA Ret | GRE 2   | FIN 3   | GER 1   | NZL 2   | ESP 1   | FRA 1   | JPN Ret | IRE 1   | GBR 3   | 1. místo    | 116  | 2. místo   | 183  |
| 2007 | Citroën Total WRT                        | Citroën C4 WRC    | 2  | Daniel Sordo      | MON 2   | SWE 12  | NOR 25  | MEX 4   | POR 3   | ARG 6   | ITA 3   | GRE 24  | FIN Ret | GER Ret | NZL 6   | ESP 2   | FRA 3   | JPN 2   | IRE 2   | GBR 5   | 4. místo    | 65   | 2. místo   | 183  |
| 2008 | Citroën Total WRT                        | Citroën C4 WRC    | 1  | Sébastien Loeb    | MON 1   | SWE Ret | MEX 1   | ARG 1   | JOR 10  | ITA 1   | GRE 1   | TUR 3   | FIN 1   | GER 1   | NZL 1   | ESP 1   | FRA 1   | JPN 3   | GBR 1   |         | 1. místo    | 122  | 1. místo   | 191  |
| 2008 | Citroën Total WRT                        | Citroën C4 WRC    | 2  | Daniel Sordo      | MON 11  | SWE 6   | MEX 16  | ARG 3   | JOR 2   | ITA 5   | GRE 5   | TUR 4   | FIN 4   | GER 2   | NZL 2   | ESP 2   | FRA Ret | JPN DSQ | GBR 3   |         | 3rd         | 65   | 1. místo   | 191  |
| 2009 | Citroën Total WRT                        | Citroën C4 WRC    | 1  | Sébastien Loeb    | IRE 1   | NOR 1   | CYP 1   | POR 1   | ARG 1   | ITA 4   | GRE Ret | POL 7   | FIN 2   | AUS 2   | ESP 1   | GBR 1   |         |         |         |         | 1. místo    | 93   | 1. místo   | 167  |
| 2009 | Citroën Total WRT                        | Citroën C4 WRC    | 2  | Daniel Sordo      | IRE 2   | NOR 5   | CYP 4   | POR 3   | ARG 2   | ITA 22  | GRE 11  | POL 2   | FIN 4   | AUS 3   | ESP 2   | GBR 3   |         |         |         |         | 3. místo    | 64   | 1. místo   | 167  |
| 2010 | Citroën Total WRT                        | Citroën C4 WRC    | 1  | Sébastien Loeb    | SWE 2   | MEX 1   | JOR 1   | TUR 1   | NZL 3   | POR 2   | BUL 1   | FIN 3   | GER 1   | JPN 5   | FRA 1   | ESP 1   | GBR 1   |         |         |         | 1. místo    | 276  | 1. místo   | 456  |
| 2010 | Citroën Total WRT                        | Citroën C4 WRC    | 2  | Daniel Sordo      | SWE 4   | MEX 14  | JOR 4   | TUR Ret | NZL 5   | POR 3   | BUL 2   |         | GER 2   |         | FRA 2   | ESP 3   |         |         |         |         | 5. místo    | 150  | 1. místo   | 456  |
| 2010 | Citroën Total WRT                        | Citroën C4 WRC    | 2  | Sébastien Ogier   |         |         |         |         |         |         |         | FIN 2   |         | JPN 1   |         |         | GBR Ret |         |         |         | 4. místo    | 167  | 1. místo   | 456  |
| 2011 | Citroën Total WRT                        | Citroën DS3 WRC   | 1  | Sébastien Loeb    | SWE 6   | MEX 1   | POR 2   | JOR 3   | ITA 1   | ARG 1   | GRE 2   | FIN 1   | GER 2   | AUS 10  | FRA Ret | ESP 1   | GBR Ret |         |         |         | 1. místo    | 222  | 1. místo   | 403  |
| 2011 | Citroën Total WRT                        | Citroën DS3 WRC   | 2  | Sébastien Ogier   | SWE 4   | MEX Ret | POR 1   | JOR 1   | ITA 4   | ARG 3   | GRE 1   | FIN 3   | GER 1   | AUS 11  | FRA 1   | ESP Ret | GBR 11  |         |         |         | 3. místo    | 196  | 1. místo   | 403  |
| 2012 | Citroën Total WRT                        | Citroën DS3 WRC   | 1  | Sébastien Loeb    | MON 1   | SWE 6   | MEX 1   | POR Ret | ARG 1   | GRE 1   | NZL 1   | FIN 1   | GER 1   | GBR 2   | FRA 1   | ITA Ret | ESP 1   |         |         |         | 1. místo    | 270  | 1. místo   | 453  |
| 2012 | Citroën Total WRT                        | Citroën DS3 WRC   | 2  | Mikko Hirvonen    | MON 4   | SWE 2   | MEX 2   | POR DSQ | ARG 2   | GRE 2   | NZL 2   | FIN 2   | GER 3   | GBR 5   | FRA 3   | ITA 1   | ESP 3   |         |         |         | 2. místo    | 213  | 1. místo   | 453  |
| 2013 | Citroën Total Abu Dhabi WRT              | Citroën DS3 WRC   | 1  | Sébastien Loeb    | MON 1   | SWE 2   | MEX     | POR     | ARG 1   | GRE     | ITA     | FIN     | GER     | AUS     | FRA Ret | ESP     | GBR     |         |         |         | 8th         | 68   | 2. místo   | 280  |
| 2013 | Citroën Total Abu Dhabi WRT              | Citroën DS3 WRC   | 2  | Mikko Hirvonen    | MON 4   | SWE 17  | MEX 2   | POR 2   | ARG 6   | GRE 8   | ITA Ret | FIN 4   | GER 3   | AUS 3   | FRA 6   | ESP 3   | GBR Ret |         |         |         | 4. místo    | 126  | 2. místo   | 280  |
| 2013 | Citroën Total Abu Dhabi WRT              | Citroën DS3 WRC   | 3  | Daniel Sordo      | MON     | SWE     | MEX 4   | POR 12  | ARG     | GRE 2   | ITA 4   | FIN 5   | GER 1   |         |         | ESP Ret | GBR 7   |         |         |         | 5. místo    | 123  | 2. místo   | 280  |
| 2013 | Citroën Total Abu Dhabi WRT              | Citroën DS3 WRC   | 3  | Kris Meeke        |         |         |         |         |         |         |         |         |         | AUS Ret | FRA     |         |         |         |         |         | –           | 0    | 2. místo   | 280  |
| 2013 | Abu Dhabi Citroën Total World Rally Team | Citroën DS3 WRC   | 10 | Daniel Sordo      | MON 3   |         |         |         | ARG 9   |         |         |         |         |         | FRA 2   |         |         |         |         |         | 5. místo    | 123  | 6. místo   | 63   |
| 2013 | Abu Dhabi Citroën Total World Rally Team | Citroën DS3 WRC   | 10 | Khalid Al Qassimi |         | SWE Ret |         | POR 9   |         | GRE Ret | ITA 10  |         | GER 11  | AUS 9   |         | ESP 11  |         |         |         |         | 21. místo   | 5    | 6. místo   | 63   |
| 2013 | Abu Dhabi Citroën Total World Rally Team | Citroën DS3 WRC   | 10 | Chris Atkinson    |         |         | MEX 6   |         |         |         |         |         |         |         |         |         |         |         |         |         | 16. místo   | 8    | 6. místo   | 63   |
| 2013 | Abu Dhabi Citroën Total World Rally Team | Citroën DS3 WRC   | 10 | Kris Meeke        |         |         |         |         |         |         |         | FIN Ret |         |         |         |         |         |         |         |         | –           | 0    | 6. místo   | 63   |
| 2013 | Abu Dhabi Citroën Total World Rally Team | Citroën DS3 WRC   | 10 | Robert Kubica     |         |         |         |         |         |         |         |         |         |         |         |         | GBR Ret |         |         |         | 13. místo   | 18   | 6. místo   | 63   |
| 2013 | Abu Dhabi Citroën Total World Rally Team | Citroën DS3 WRC   | 14 | Daniel Sordo      |         | SWE Ret |         |         |         |         |         |         |         |         |         |         |         |         |         |         | 5. místo    | 123  | 6. místo   | 63   |
| 2014 | Citroën Total Abu Dhabi World Rally Team | Citroën DS3 WRC   | 3  | Kris Meeke        | MON 3   | SWE 10  | MEX Ret | POR Ret | ARG 3   | ITA 18  | POL 7   | FIN 3   | GER Ret | AUS 4   | FRA 3   | ESP 19  | GBR 6   |         |         |         | 7. místo    | 92   | 2. místo   | 210  |
| 2014 | Citroën Total Abu Dhabi World Rally Team | Citroën DS3 WRC   | 4  | Mads Østberg      | MON 4   | SWE 3   | MEX 9   | POR 3   | ARG Ret | ITA 2   | POL Ret | FIN Ret | GER 6   | AUS 16  | FRA 7   | ESP 4   | GBR 3   |         |         |         | 5. místo    | 108  | 2. místo   | 210  |
| 2014 | Citroën Total Abu Dhabi World Rally Team | Citroën DS3 WRC   | 12 | Khalid Al Qassimi | MON     | SWE 16  | MEX     | POR 13  | ARG     | ITA 10  | POL     | FIN     | GER     | AUS     | FRA     | ESP 15  | GBR     |         |         |         | 29. místo   | 1    | 2. místo   | 210  |
| 2015 | Citroën Total Abu Dhabi World Rally Team | Citroën DS3 WRC   | 3  | Kris Meeke        | MON 10  | SWE 7   | MEX 16  | ARG 1   | POR 4   | ITA 24  | POL 7   | FIN 17  | GER 12  | AUS 3   | FRA 4   | ESP 5   | GBR 2   |         |         |         | 5. místo    | 112  | 2. místo   | 230  |
| 2015 | Citroën Total Abu Dhabi World Rally Team | Citroën DS3 WRC   | 4  | Sébastien Loeb    | MON 8   |         |         |         |         |         |         |         |         |         |         |         |         |         |         |         | 18. místo   | 6    | 2. místo   | 230  |
| 2015 | Citroën Total Abu Dhabi World Rally Team | Citroën DS3 WRC   | 4  | Mads Østberg      |         | SWE 10  | MEX 2   | ARG 2   | POR 7   | ITA 5   | POL 9   | FIN 3   | GER 7   |         | FRA 6   | ESP 4   | GBR 7   |         |         |         | 4. místo    | 116  | 2. místo   | 230  |
| 2015 | Citroën Total Abu Dhabi World Rally Team | Citroën DS3 WRC   | 4  | Stéphane Lefebvre |         |         |         |         |         |         |         |         |         | AUS 13  |         |         |         |         |         |         | 19. místo   | 5    | 2. místo   | 230  |
| 2015 | Citroën Total Abu Dhabi World Rally Team | Citroën DS3 WRC   | 12 | Mads Østberg      | MON 4   |         |         |         |         |         |         |         |         |         |         |         |         |         |         |         | 4. místo    | 112  | –          | –    |
| 2015 | Citroën Total Abu Dhabi World Rally Team | Citroën DS3 WRC   | 12 | Khalid Al Qassimi |         | SWE     | MEX     | ARG 6   | POR 24  | ITA 10  | POL     | FIN 16  |         |         |         | ESP 15  |         |         |         |         | 13. místo   | 9    | –          | –    |
| 2015 | Citroën Total Abu Dhabi World Rally Team | Citroën DS3 WRC   | 12 | Stéphane Lefebvre |         |         |         |         |         |         |         |         | GER 10  | AUS     | FRA 11  |         | GBR 8   |         |         |         | 19. místo   | 5    | –          | –    |
| 2017 | Citroën Total Abu Dhabi WRT              | Citroën C3 WRC    | 7  | Kris Meeke        | MON Ret | SWE 12  | MEX 1   | FRA Ret | ARG Ret | POR 18  | ITA Ret |         | FIN 8   | GER Ret | ESP 1   |         |         |         |         |         | 7. místo    | 77   | 4. místo   | 218  |
| 2017 | Citroën Total Abu Dhabi WRT              | Citroën C3 WRC    | 7  | Andreas Mikkelsen |         |         |         |         |         |         |         | POL 9   |         |         |         |         |         |         |         |         | 12. místo   | 54   | 4. místo   | 218  |
| 2017 | Citroën Total Abu Dhabi WRT              | Citroën C3 WRC    | 7  | Khalid Al Qassimi |         |         |         |         |         |         |         |         |         |         |         | GBR 22  |         |         |         |         | –           | 0    | 4. místo   | 218  |
| 2017 | Citroën Total Abu Dhabi WRT              | Citroën C3 WRC    | 7  | Stéphane Lefebvre |         |         |         |         |         |         |         |         |         |         |         |         | AUS Ret |         |         |         | 13. místo   | 30   | 4. místo   | 218  |
| 2017 | Citroën Total Abu Dhabi WRT              | Citroën C3 WRC    | 8  | Stéphane Lefebvre | MON 9   |         | MEX 15  |         |         |         |         |         |         |         | ESP 6   |         |         |         |         |         | 13. místo   | 30   | 4. místo   | 218  |
| 2017 | Citroën Total Abu Dhabi WRT              | Citroën C3 WRC    | 8  | Craig Breen       |         | SWE 5   |         | FRA 5   | ARG Ret | POR 5   | ITA 25  | POL 11  |         | GER 5   |         | GBR 15  | AUS Ret |         |         |         | 10. místo   | 64   | 4. místo   | 218  |
| 2017 | Citroën Total Abu Dhabi WRT              | Citroën C3 WRC    | 8  | Khalid Al Qassimi |         |         |         |         |         |         |         |         | FIN 16  |         |         |         |         |         |         |         | –           | 0    | 4. místo   | 218  |
| 2017 | Citroën Total Abu Dhabi WRT              | Citroën C3 WRC    | 9  | Stéphane Lefebvre | MON     | SWE     | MEX     | FRA 50  | ARG     | POR 13  |         | POL 5   |         |         |         |         |         |         |         |         | 13. místo   | 30   | 4. místo   | 218  |
| 2017 | Citroën Total Abu Dhabi WRT              | Citroën C3 WRC    | 9  | Andreas Mikkelsen |         |         |         |         |         |         | ITA 8   |         |         | GER 2   |         |         |         |         |         |         | 12. místo   | 54   | 4. místo   | 218  |
| 2017 | Citroën Total Abu Dhabi WRT              | Citroën C3 WRC    | 9  | Craig Breen       |         |         |         |         |         |         |         |         | FIN 5   |         |         |         |         |         |         |         | 10. místo   | 64   | 4. místo   | 218  |
| 2017 | Citroën Total Abu Dhabi WRT              | Citroën C3 WRC    | 9  | Khalid Al Qassimi |         |         |         |         |         |         |         |         |         |         | ESP 17  |         |         |         |         |         | –           | 0    | 4. místo   | 218  |
| 2017 | Citroën Total Abu Dhabi WRT              | Citroën C3 WRC    | 9  | Kris Meeke        |         |         |         |         |         |         |         |         |         |         |         | GBR 7   | AUS 7   |         |         |         | 7. místo    | 77   | 4. místo   | 218  |
| 2017 | Citroën Total Abu Dhabi WRT              | Citroën C3 WRC    | 15 | Khalid Al Qassimi | MON     | SWE     | MEX     | FRA     | ARG     | POR 17  | ITA     | POL     | FIN     | GER     | ESP     | GBR     | AUS     |         |         |         | –           | 0    | –          | –    |
| 2017 | Citroën Total Abu Dhabi WRT              | Citroën DS3 WRC   | 14 | Craig Breen       | MON 5   | SWE     | MEX     | FRA     | ARG     | POR     | ITA     | POL     | FIN     | GER     | ESP     | GBR     | AUS     |         |         |         | 10. místo   | 64   | –          | –    |
| 2017 | Citroën Total Abu Dhabi WRT              | Citroën DS3 WRC   | 15 | Stéphane Lefebvre | MON     | SWE 8   | MEX     | FRA     | ARG     | POR     | ITA     | POL     | FIN     | GER     | ESP     | GBR     | AUS     |         |         |         | 13. místo   | 30   | –          | –    |
| 2018 | Citroën Total Abu Dhabi WRT              | Citroën C3 WRC    | 10 | Kris Meeke        | MON 4   | SWE Ret | MEX 3   | FRA 9   | ARG 7   | POR Ret | ITA WD  |         |         |         |         |         |         |         |         |         | 14th        | 43   | 4. místo   | 237  |
| 2018 | Citroën Total Abu Dhabi WRT              | Citroën C3 WRC    | 10 | Mads Østberg      |         |         |         |         |         |         |         | FIN 2   | GER Ret | TUR 23  | GBR 8   |         | AUS 3   |         |         |         | 10. místo   | 70   | 4. místo   | 237  |
| 2018 | Citroën Total Abu Dhabi WRT              | Citroën C3 WRC    | 10 | Sébastien Loeb    |         |         |         |         |         |         |         |         |         |         |         | ESP 1   |         |         |         |         | 13. místo   | 43   | 4. místo   | 237  |
| 2018 | Citroën Total Abu Dhabi WRT              | Citroën C3 WRC    | 11 | Craig Breen       | MON 9   | SWE 2   |         |         | ARG Ret | POR 7   | ITA 6   | FIN 8   | GER 7   | TUR Ret | GBR 4   | ESP 9   | AUS 7   |         |         |         | 11. místo   | 67   | 4. místo   | 237  |
| 2018 | Citroën Total Abu Dhabi WRT              | Citroën C3 WRC    | 11 | Sébastien Loeb    |         |         | MEX 5   | FRA 14  |         |         |         |         |         |         |         |         |         |         |         |         | 13. místo   | 43   | 4. místo   | 237  |
| 2018 | Citroën Total Abu Dhabi WRT              | Citroën C3 WRC    | 12 | Mads Østberg      | MON     | SWE 6   | MEX     | FRA     |         | POR 6   | ITA 5   |         |         |         |         |         |         |         |         |         | 10. místo   | 70   | 4. místo   | 237  |
| 2018 | Citroën Total Abu Dhabi WRT              | Citroën C3 WRC    | 12 | Khalid Al Qassimi |         |         |         |         | ARG 14  |         |         | FIN 37  | GER     | TUR 15  | GBR     | ESP 21  | AUS     |         |         |         | NC          | 0    | 4. místo   | 237  |
| 2019 | Citroën Total WRT                        | Citroën C3 WRC    | 1  | Sébastien Ogier   | MON 1   | SWE 29  | MEX 1   | FRA 2   | ARG 3   | CHL 2   | POR 3   | ITA 41  | FIN 5   | GER 7   | TUR 1   | GBR 3   | ESP 8   | AUS C   |         |         | 3. místo    | 217  | 3. místo   | 284  |
| 2019 | Citroën Total WRT                        | Citroën C3 WRC    | 4  | Esapekka Lappi    | MON Ret | SWE 2   | MEX 13  | FRA 7   | ARG Ret | CHL 6   | POR Ret | ITA 7   | FIN 2   | GER 8   | TUR 2   | GBR 27  | ESP Ret | AUS C   |         |         | 10. místo   | 83   | 3. místo   | 284  |

#### WRC-2/WRC-2 Pro
| Rok  | Název             | Vůz                 | Jezdci        | 1   | 2     | 3   | 4       | 5     | 6     | 7       | 8      | 9      | 10    | 11    | 12     | 13    | 14    | Pohár Jezců | Body | Pohár Týmů | Body |
| ---- | ----------------- | ------------------- | ------------- | --- | ----- | --- | ------- | ----- | ----- | ------- | ------ | ------ | ----- | ----- | ------ | ----- | ----- | ----------- | ---- | ---------- | ---- |
| 2018 | Citroën Total WRT | Stéphane Lefebvre   | Citroën C3 R5 | MON | SWE   | MEX | FRA Ret | ARG   | POR 3 | ITA 8   | FIN 13 | GER 8  | TUR   | GBR 5 | ESP 15 | AUS   |       | 13. místo   | 33   | 6. místo   | 56   |
| 2018 | Citroën Total WRT | Simone Tempestini   | Citroën C3 R5 | MON | SWE   | MEX | FRA     | ARG   | POR   | ITA Ret | FIN 9  | GER 10 | TUR   | GBR   | ESP    | AUS   |       | 15. místo*  | 28*  | 6. místo   | 56   |
| 2018 | Citroën Total WRT | Ole Christian Veiby | Citroën C3 R5 | MON | SWE   | MEX | FRA     | ARG   | POR   | ITA     | FIN    | GER    | TUR   | GBR   | ESP 9  | AUS   |       | 7. místo**  | 47** | 6. místo   | 56   |
| 2019 | Citroën Total WRT | Mads Østberg        | Citroën C3 R5 | MON | SWE 1 | MEX | FRA     | ARG 1 | CHL 2 | POR 3   | ITA 3  | FIN    | GER 4 | TUR   | GBR 5  | ESP 1 | AUS C | 2. místo    | 145  | 3. místo   | 145  |

- Tempestini jezdil i jako soukromník.
  - Veiby jezdil předtím v sezoně za tým Škoda.

### Výsledky v Mistrovství Světa Cestovních Vozů (WTCC)
| Rok  | Název              | No. | Jezdci           | Vůz                   | 1        | 2         | 3       | 4        | 5        | 6       | 7        | 8         | 9         | 10        | 11        | 12        | 13       | 14        | 15      | 16        | 17        | 18        | 19        | 20        | 21        | 22        | 23      | 24        | Pohár Jezců | Body | Pohár Týmů | Body |
| ---- | ------------------ | --- | ---------------- | --------------------- | -------- | --------- | ------- | -------- | -------- | ------- | -------- | --------- | --------- | --------- | --------- | --------- | -------- | --------- | ------- | --------- | --------- | --------- | --------- | --------- | --------- | --------- | ------- | --------- | ----------- | ---- | ---------- | ---- |
| 2014 | Citroën Total WTCC | 1   | Yvan Muller      | Citroën C-Elysée WTCC | MAR 1 3  | MAR 2 Ret | FRA 1   | FRA 2    | HUN 1    | HUN 2 5 | SVK 1 10 | SVK 2 C   | AUT 1     | AUT 2 Ret | RUS 1 4   | RUS 2     | BEL 1    | BEL 2     | ARG 1 3 | ARG 2 3   | BEI 1 2   | BEI 2 9   | CHN 1 3   | CHN 2 Ret | JPN 1 Ret | JPN 2 5   | MAC 1 5 | MAC 2     | 2. místo    | 336  | 1. místo   | 1003 |
| 2014 | Citroën Total WTCC | 9   | Sébastien Loeb   | Citroën C-Elysée WTCC | MAR 1 2  | MAR 2 1   | FRA 1 2 | FRA 2 6  | HUN 1 7  | HUN 2 9 | SVK 1    | SVK 2 C   | AUT 1 4   | AUT 2 7   | RUS 1 3   | RUS 2 5   | BEL 1 3  | BEL 2 5   | ARG 1 4 | ARG 2 6   | BEI 1 5   | BEI 2 3   | CHN 1 4   | CHN 2 12  | JPN 1 3   | JPN 2 7   | MAC 1 6 | MAC 2 6   | 3. místo    | 295  | 1. místo   | 1003 |
| 2014 | Citroën Total WTCC | 33  | Ma Čching-chua   | Citroën C-Elysée WTCC | MAR 1    | MAR 2     | FRA 1   | FRA 2    | HUN 1    | HUN 2   | SVK 1    | SVK 2     | AUT 1     | AUT 2     | RUS 1 6   | RUS 2 1   | BEL 1 11 | BEL 2 Ret | ARG 1   | ARG 2     | BEI 1 15† | BEI 2 12  | CHN 1 2   | CHN 2 5   | JPN 1     | JPN 2     | MAC 1 8 | MAC 2 Ret | 13. místo   | 69   | 1. místo   | 1003 |
| 2014 | Citroën Total WTCC | 37  | José María López | Citroën C-Elysée WTCC | MAR 1    | MAR 2     | FRA 1 4 | FRA 2 1  | HUN 1 2  | HUN 2 6 | SVK 1 2  | SVK 2 C   | AUT 1 3   | AUT 2 1   | RUS 1     | RUS 2 Ret | BEL 1 2  | BEL 2 1   | ARG 1   | ARG 2 1   | BEI 1 3   | BEI 2 4   | CHN 1     | CHN 2 3   | JPN 1     | JPN 2 6   | MAC 1   | MAC 2 5   | 1. místo    | 462  | 1. místo   | 1003 |
| 2015 | Citroën Total WTCC | 9   | Sébastien Loeb   | Citroën C-Elysée WTCC | ARG 1 3  | ARG 2 1   | MAR 1 3 | MAR 2    | HUN 1 6  | HUN 2 5 | GER 1 2  | GER 2 5   | RUS 1 9   | RUS 2 7   | SVK 1 3   | SVK 2 1   | FRA 1    | FRA 2 Ret | POR 1 2 | POR 2 15† | JPN 1 6   | JPN 2 4   | CHN 1 3   | CHN 2 4   | THA 1 2   | THA 2 1   | QAT 1 4 | QAT 2 4   | 3. místo    | 356  | 1. místo   | 1069 |
| 2015 | Citroën Total WTCC | 33  | Ma Čching-chua   | Citroën C-Elysée WTCC | ARG 1 7  | ARG 2 6   | MAR 1 2 | MAR 2 10 | HUN 1 4  | HUN 2 9 | GER 1 5  | GER 2 Ret | RUS 1 5   | RUS 2 5   | SVK 1 Ret | SVK 2 Ret | FRA 1 4  | FRA 2 3   | POR 1 6 | POR 2 1   | JPN 1 4   | JPN 2 5   | CHN 1 10† | CHN 2 8   | THA 1 3   | THA 2     | QAT 1 5 | QAT 2     | 4. místo    | 241  | 1. místo   | 1069 |
| 2015 | Citroën Total WTCC | 37  | José María López | Citroën C-Elysée WTCC | ARG 1    | ARG 2     | MAR 1   | MAR 2 3  | HUN 1    | HUN 2 6 | GER 1    | GER 2     | RUS 1 2   | RUS 2 12  | SVK 1 2   | SVK 2     | FRA 1 3  | FRA 2 1   | POR 1   | POR 2 5   | JPN 1     | JPN 2 Ret | CHN 1     | CHN 2 3   | THA 1     | THA 2 3   | QAT 1   | QAT 2 8   | 1. místo    | 475  | 1. místo   | 1069 |
| 2015 | Citroën Total WTCC | 68  | Yvan Muller      | Citroën C-Elysée WTCC | ARG 1 2  | ARG 2 11  | MAR 1 5 | MAR 2 1  | HUN 1 2  | HUN 2 7 | GER 1 3  | GER 2 1   | RUS 1     | RUS 2 6   | SVK 1     | SVK 2 3   | FRA 1 2  | FRA 2 4   | POR 1 7 | POR 2     | JPN 1 5   | JPN 2 15† | CHN 1 2   | CHN 2 1   | THA 1 Ret | THA 2 Ret | QAT 1 6 | QAT 2 1   | 2. místo    | 357  | 1. místo   | 1069 |
| 2016 | Citroën Total WTCC | 37  | José María López | Citroën C-Elysée WTCC | FRA 1 6  | FRA 2 1   | SVK 1 5 | SVK 2 1  | HUN 1 13 | HUN 2 1 | MAR 1 2  | MAR 2 1   | GER 1     | GER 2 1   | RUS 1 5   | RUS 2 8   | POR 1 5  | POR 2 5   | ARG 1 5 | ARG 2 1   | JPN 1 4   | JPN 2     | CHN 1 4   | CHN 2 1   | QAT 1 9   | QAT 2 3   |         |           | 1. místo    | 381  | 1. místo   | 957  |
| 2016 | Citroën Total WTCC | 68  | Yvan Muller      | Citroën C-Elysée WTCC | FRA 1 13 | FRA 2 4   | SVK 1 7 | SVK 2 5  | HUN 1 12 | HUN 2   | MAR 1 3  | MAR 2     | GER 1 Ret | GER 2 DNS | RUS 1 3   | RUS 2 11  | POR 1 9  | POR 2     | ARG 1 3 | ARG 2 5   | JPN 1 5   | JPN 2 1   | CHN 1 3   | CHN 2     | QAT 1 4   | QAT 2 6   |         |           | 2. místo    | 257  | 1. místo   | 957  |

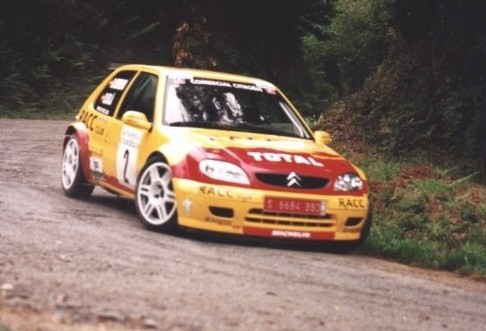
Citroën Saxo S1600
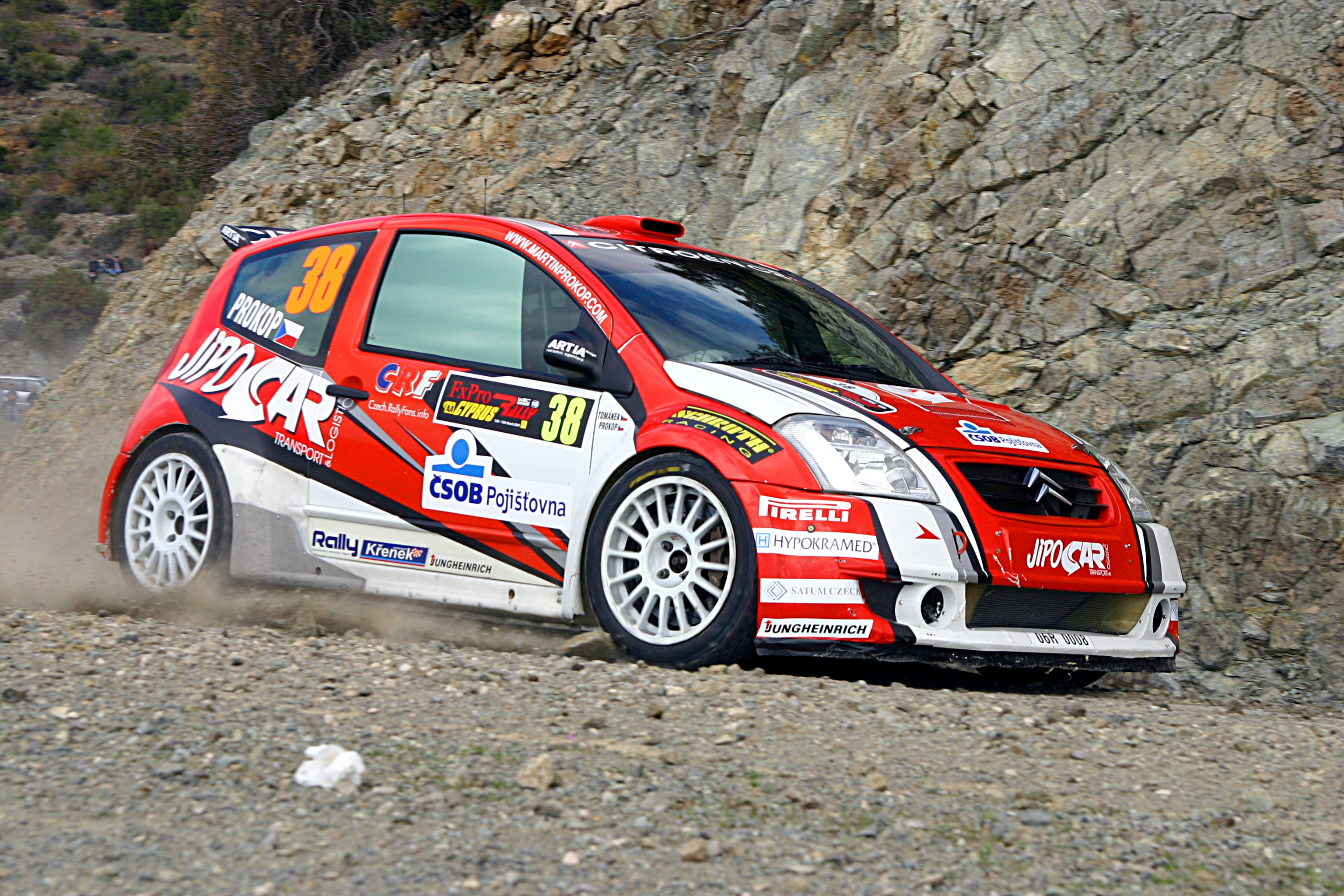
Citroën C2 S1600 Martina Prokopa
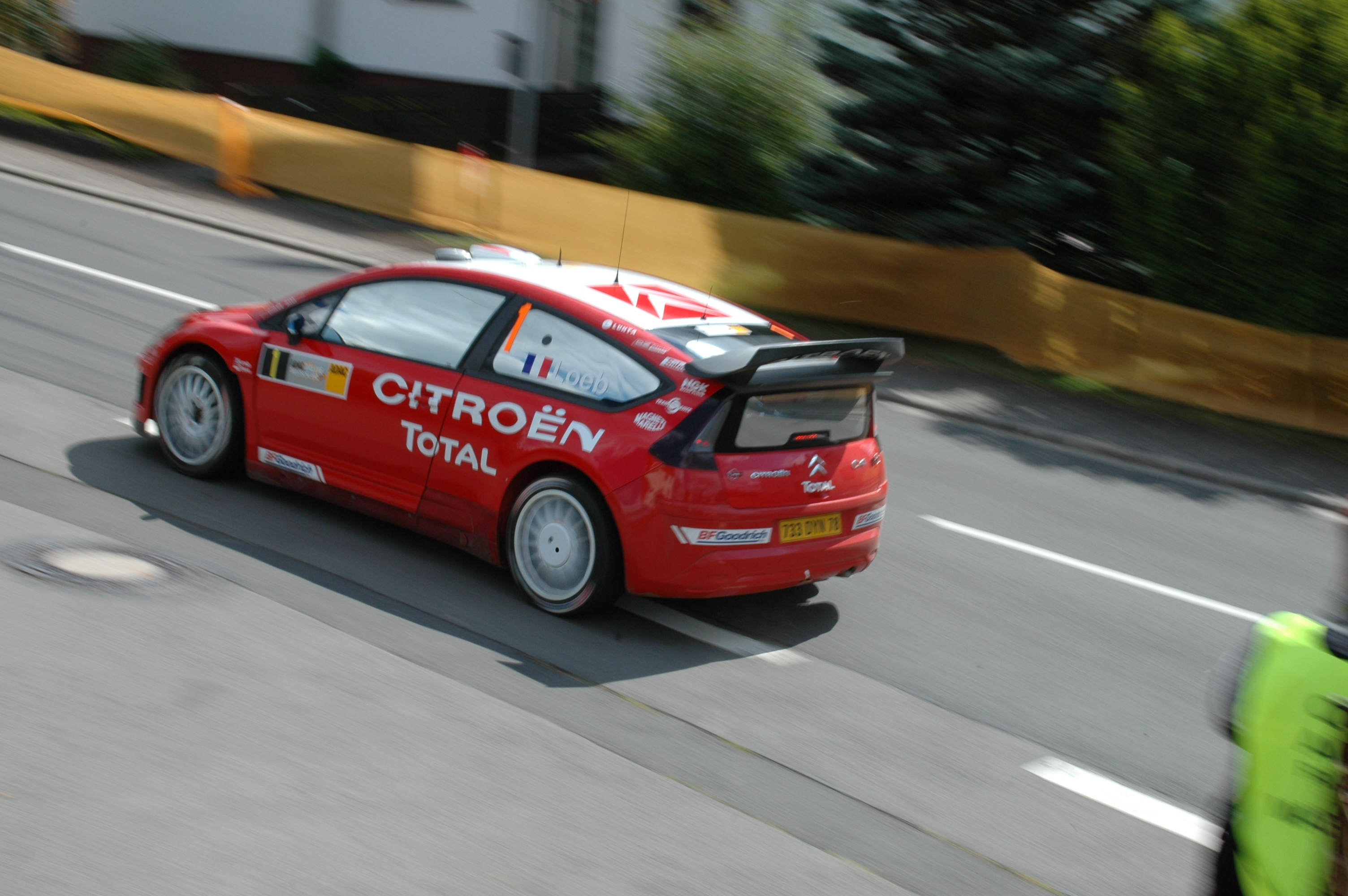
C4 WRC v roce 2007
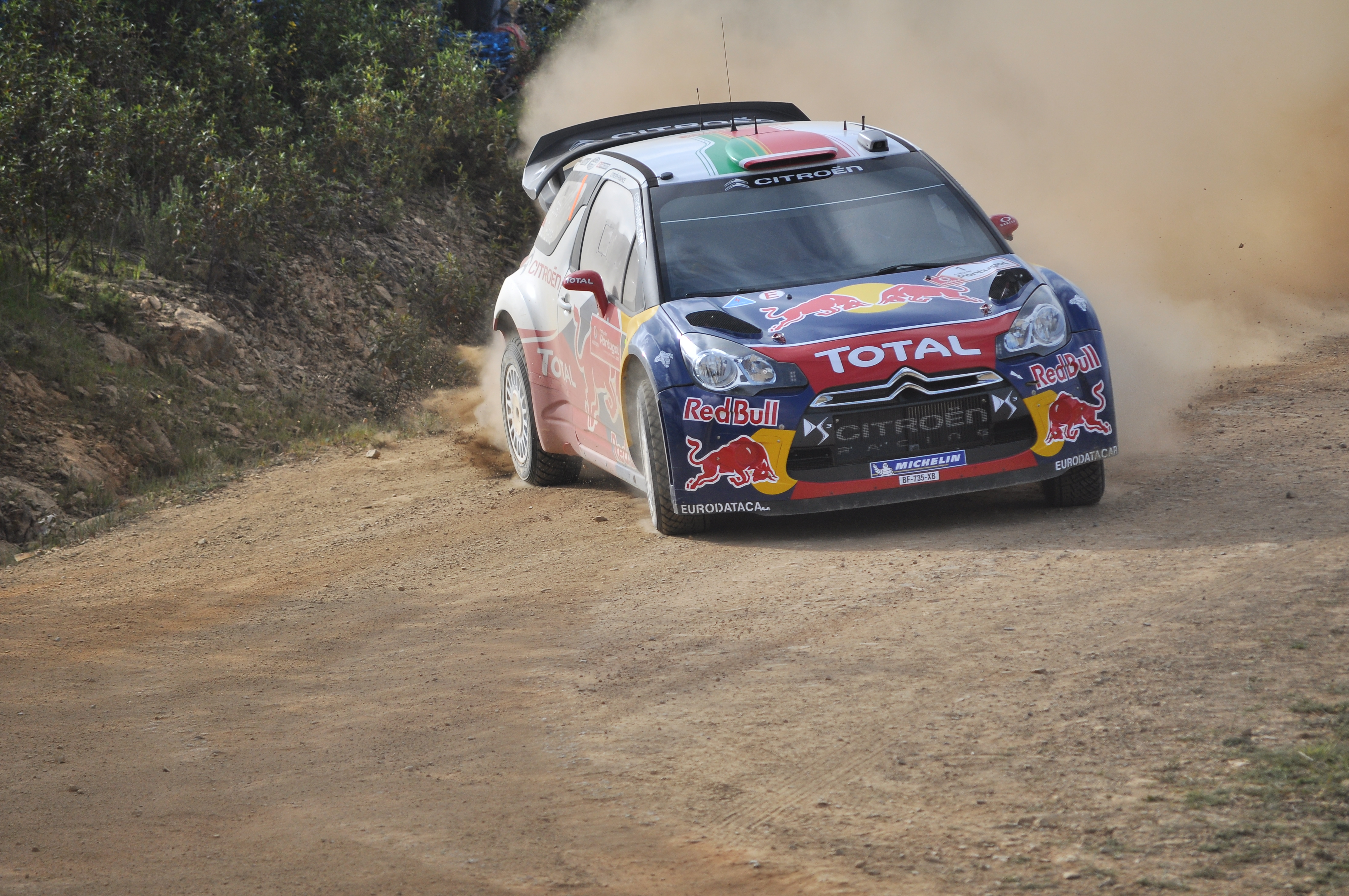
Citroën DS3 WRC
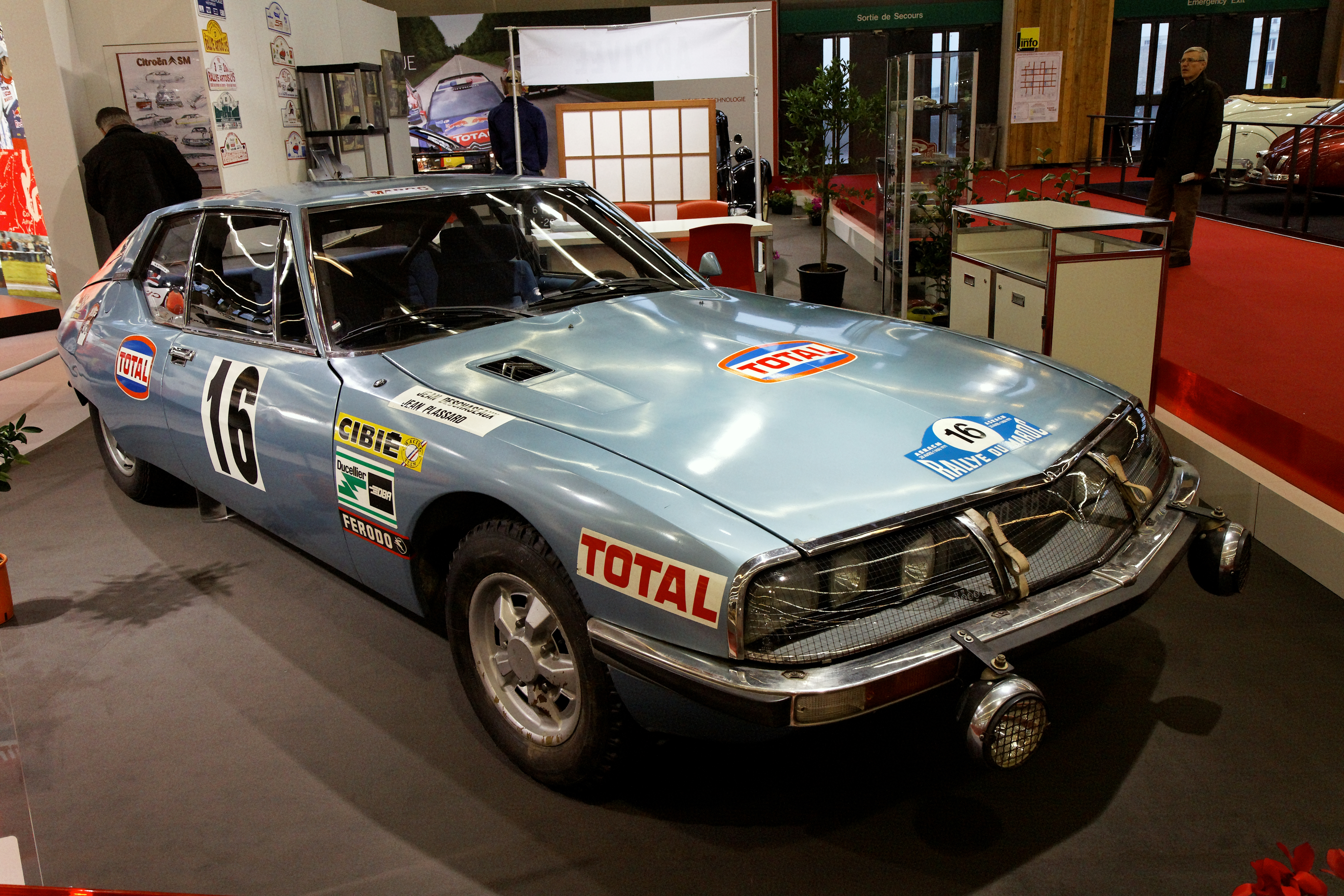
Citroën SM
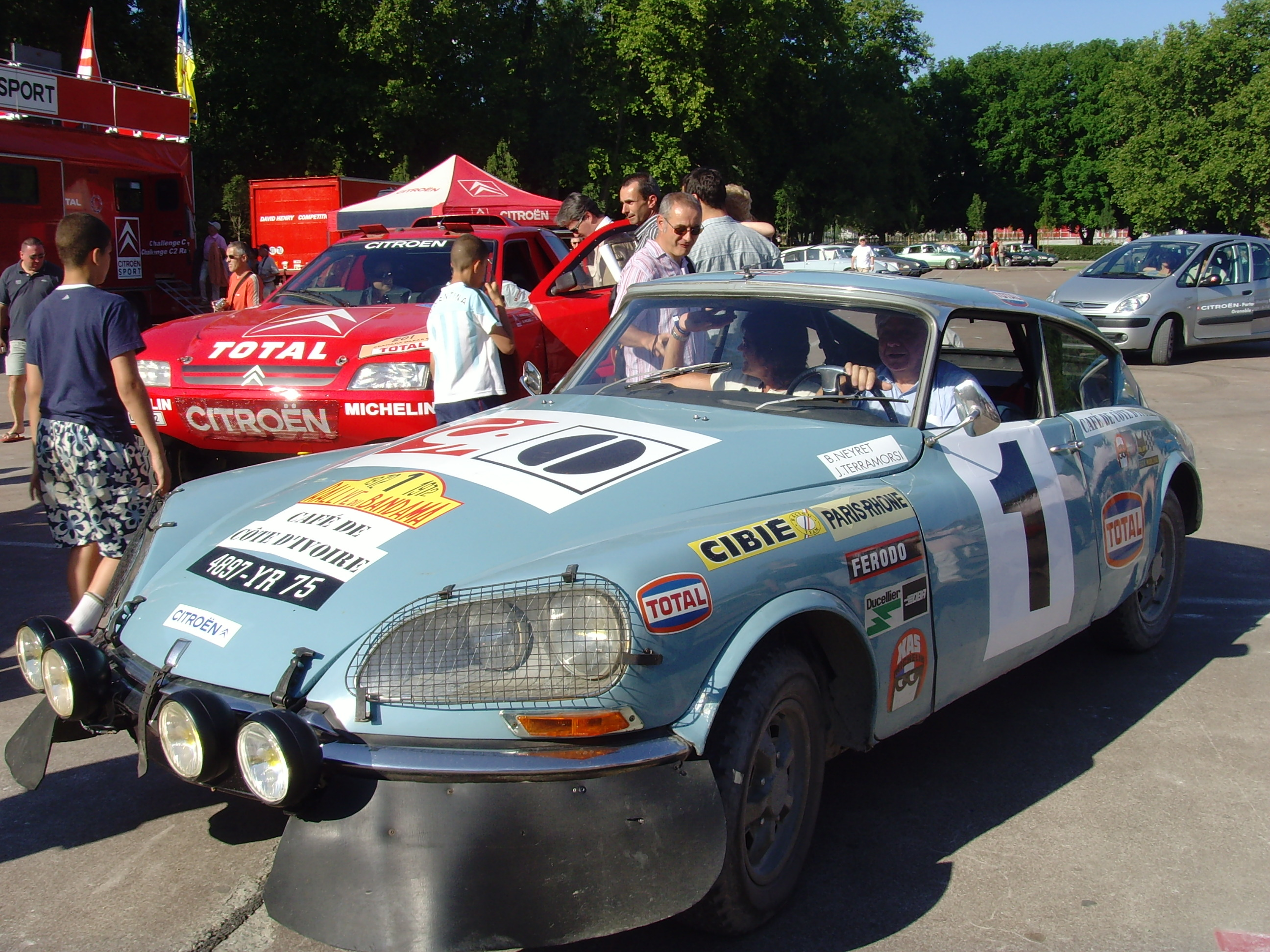
Citroën DS
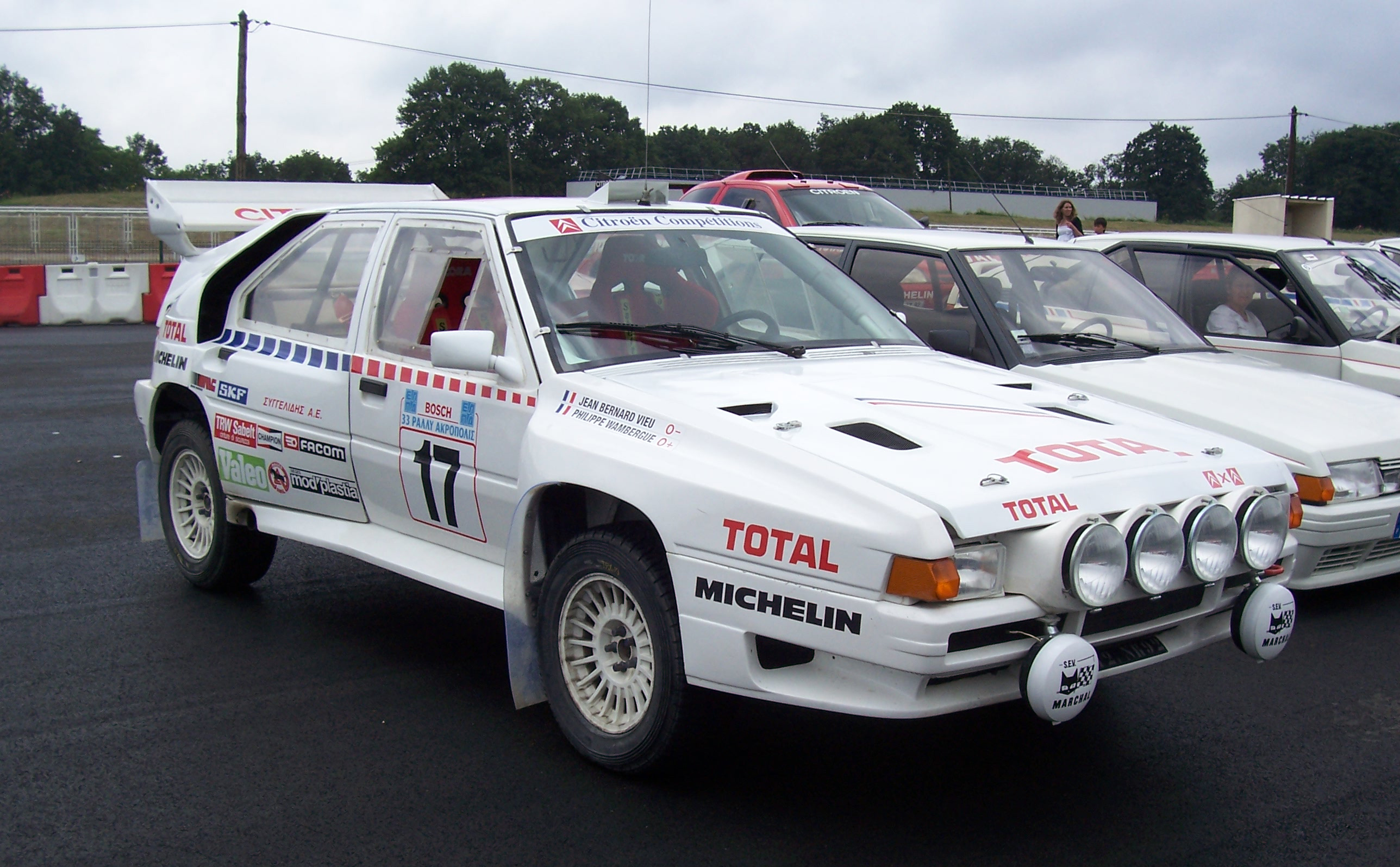
Citroën BX 4TC